# Great Moments with Mr. Lincoln
 (avril 2020).
Si vous disposez d'ouvrages ou d'articles de référence ou si vous connaissez des sites web de qualité traitant du thème abordé ici, merci de compléter l'article en donnant les références utiles à sa vérifiabilité et en les liant à la section « Notes et références ».
Great Moments with Mr Lincoln était une attraction conçue par Walt Disney et son équipe de WED Enterprises pour le pavillon de l'état d'Illinois à la Foire internationale de New York 1964-1965. Elle fut ensuite déménagée à Disneyland et ouvrit le 18 juillet 1965, le lendemain du 10e anniversaire du parc.
L'attraction fut fermée en 1973 pour être remplacée par The Walt Disney Story qui ferma toutefois dès 1975 pour permettre le retour de Great Moments with Mr Lincoln, mais sous le nom The Walt Disney Story featuring Great Moments with Mr Lincoln car une partie de l'exposition sur Walt Disney était toujours présentée.
L'attraction est à nouveau fermée en 2005 pour laisser temporairement la place à une autre exposition, en honneur des 50 ans de Disneyland au sein de la cérémonie Happiest Homecoming on Earth. L'attraction a rouvert après la fin de cette cérémonie.

## Historique

### Walt Disney et Abraham Lincoln
Walt Disney était fasciné par Abraham Lincoln depuis sa plus tendre jeunesse. Il récita souvent le célèbre discours de Gettysburg devant sa classe à l'école primaire ou en dehors.
Avec le succès de Disneyland, Walt envisagea en 1958 une extension de Main Street, USA, nommée Liberty Street. Cette rue plus ou moins parallèle à Main Street devait évoquer non pas l'époque de la fin du XIXe siècle mais l'époque coloniale. L'attraction principale devait être une présentation de tous les présidents américains. Walt voulait que ces personnalités soient animées mais la technologie de l'époque ne le permettait pas. Les Imagineers concentrèrent leurs efforts sur la résolution de ce problème est se lancèrent dans le développement des audio-animatronics.
Après la reproduction d'oiseaux en 1963 avec l'attraction Enchanted Tiki Room puis d'un danseur-marionnette, ils s'attaquèrent à un être humain grandeur nature. Walt se remémore sa jeunesse et pense à Abraham Lincoln.

### Robert Moses rencontre Abraham Lincoln
Peu après, Robert Moses artisan de la rénovation de New York entre 1930 et 1950 approche Walt. Il lui demande de participer à la Foire internationale de New York 1964-1965 en fournissant des attractions digne du parc Disneyland aux nombreux pavillons des états et sociétés présents. Walt accepte principalement pour sonder l'opinion du public concernant son projet X. Moses visite en compagnie de Walt les studios Disney de Burbank. Walt s'attarde surtout avec les Imagineers. Moses ne montre pas beaucoup d'intérêt pour les attractions en cours de développement.
Walt lui montre alors le prototype électronique du personnage de Lincoln. Moses est stupéfait des possibilités de cette technologie et demande à Walt, plutôt insiste pour, que ce robot soit présent à la foire. Walt, pensant que le robot nécessitait plusieurs années de développement et ne serait pas prêt à temps, dut motiver ses troupes pour essayer de présenter Lincoln à la foire. Pendant ce temps Moses proposait à l'État d'Illinois de présenter cette attraction dans leur pavillon encore incomplet.
Le robot fonctionnait bien au studio mais posa de nombreux problèmes à New York. Walt voulut même annuler la présentation à la presse pour des raisons techniques. Mais une fois les problèmes résolus, "M. Lincoln" se présenta et discourut devant des foules quotidiennes de visiteurs. Ce prototype était le premier audio-animatronic humain.

### La nouvelle maison de Lincoln
Avec la fin de la foire et le succès de cette présentation, Walt Disney décide de continuer à présenter M. Lincoln au public. L'Opera House, un théâtre de 500 places, situé à l'entrée de Disneyland dans Main Street, USA est réquisitionné pour l'accueillir. L'attraction ouvre le 18 juillet 1965.
Le 1er janvier 1973, la société Disney décide de rendre hommage à Walt Disney et d'utiliser l'espace de l'Opera House de Main Street. Great Moments with Mr Lincoln est donc fermé et remplacé par The Walt Disney Story, une rétrospective sur Walt.
La fermeture provoque une vive protestation car Lincoln est une partie intégrante de l'œuvre de Walt. De plus la population locale était à l'époque majoritairement républicaine et Lincoln fut le premier président américain issu de ce parti. Les services de Disney reçurent de nombreux courriers et appels de mécontentement. La direction décida de présenter le film commémoratif et l'audio-animatronic. La nouvelle attraction combinée ouvrit le 12 juin 1975 sous le nom The Walt Disney Story Featuring Great Moments with Mr Lincoln et durait près de 40 minutes.

### Lincoln réinventé
Au début des années 1980, les imagineers cherchent à améliorer la technologie des audio-animatronics, Lincoln compris. Le centre d'étude biomédicale de l'Université de l'Utah est contacté pour travailler sur une plus grande ressemblance des membres artificiels. Les audio-animatronics sont petit à petit remplacés par des versions au mouvement plus réaliste.
En 1984, l'attraction est donc mise à jour, le robot de Lincoln remplacé mais le reste subit aussi quelques modifications :
- le film commémoratif sur Walt Disney est supprimé réduisant la durant du spectacle de 28 minutes ;
- la musique du fond sonore, Battle Hymn of the Republic, est remplacée par Golden Dream, empruntée à l'attraction The American Adventure d'Epcot ;
- le texte de Linclon est légèrement coupé. Les références à la providence divine sont ainsi retirées. Malgré ces changements assez importants le nom de l'attraction reste identique, et long, The Walt Disney Story Featuring Great Moments with Mr Lincoln

### Une attraction au destin erratique
Durant environ 15 ans l'attraction est restée sensiblement la même. À la fin des années 1980, des rumeurs de remplacement par Jim Henson's MuppetVision 3D avaient toutefois lancée une levée de boucliers de la part des associations locales. L'attraction des Muppets ouvrit en 2001, dans le parc mitoyen de Disney's California Adventure, à juste un peu plus de 200 mètres.
En 2001, l'attraction subit une nouvelle mise à jour. Le spectacle fut sous-titré Un voyage à Gettysburg et les ingénieurs introduisirent un effet stéréophonique à son déphasé. Le public joue le rôle des soldats de l'Union présent lors du discours. Cette version ferma en février 2005 pour laisser la place à l'attraction temporaire Disneyland: The First 50 Magical Years, l'une des composantes du Happiest Homecoming on Earth.

## Les attractions

### À la Foire Internationale
La version de l'attraction présentée à la foire internationale de New York entre 1964 et 1965 insisté sur les origines de la carrière politique de Lincoln dans l'Illinois (à partir de 1837). L'état était le partenaire de l'attraction. L'hymne de l'Illinois était chantée au début puis la musique composée par Buddy Baker, compositeur chez Disney, prenait la suite.
Comme les versions suivantes de l'attraction, le spectacle débuté par un film sur la vie de Lincoln, sa jeunesse, ses débuts en politique et sa présidence. Ensuite l'écran se soulevait pour laisser la place à Lincoln assit sur un fauteuil. Le robot se levait et entamé son discours.
À la fin du discours, l'hymne The Battle Hymn of the Republic était chanté par une chorale invisible tandis qu'un coucher de soleil à l'arrière plan se transformait en une bannière étoilée faite de nuages et d'étoiles.
- Présentation : 22 avril 1964 au 17 octobre 1965.

### Disneyland
Walt Disney offrit à "M. Lincoln" une maison permanente au sein de Opera House sur Main Street U.S.A à Disneyland. L'attraction ouvrit le 18 juillet 1965 soit le lendemain du 10e anniversaire du parc. L'état d'Illinois, partenaire durant la foire de New York ne souhaita pas poursuivre et fut remplacée par la Gulf Oil Company.
L'attraction était l'une des rares avec un ticket Complimentary et donc gratuite jusqu'en 1984 année de la disparition du système des coupons à Disneyland. La raison de cette gratuité était que Walt Disney considérait comme important que les plus jeunes puissent voir le spectacle consacré à Lincoln.
L'audio-animatronic a été rénové et reprogrammé en 1984 avec l'utilisation de nouvelles technologies.
- Conception : WED Enterprises
- Présentations
  - Première : 18 juillet 1965 au 1er janvier 1973[1]
  - Seconde : 12 juin 1975[1] au 20 février 2005
  - Troisième : à partir de 2006
- Capacité : 500 places
- Ticket requis : Complimentary
- Partenaire : Gulf Oil Company de 1965 à 1973
- Type d'attraction : film et présentation avec audio-animatronic
- Situation : 33° 48′ 37″ N, 117° 55′ 07″ O
- Attractions précédentes
  - Mickey Mouse Club Headquarters[2]
  - Babes in Toyland Exhibit[2],[3] (1961-1963)
- Attractions l'ayant remplacée temporairement
  - The Walt Disney Story de mars 1973 à 1975 (film retiré en 1984)
  - Disneyland: The First 50 Magical Years de mai 2005 à septembre 2006

## Anecdotes
- La voix originale de Lincoln a été enregistrée par l'acteur américain Royal Dano[1].
- La salle à la sortie de l'attraction comprend une fresque nommée Fifth Freedom Mural de 16 mètres de long qui représente certaines personnalités ayant atteint la popularité grâce à la cinquième liberté, celle de libre entreprise, dont parmi elle Walt Disney[4].